# Hermia & Helena
Hermia & Helena is een Amerikaans-Argentijnse film uit 2016, geschreven en geregisseerd door Matías Piñeiro. De film ging op 6 augustus in première in de competitie van het internationaal filmfestival van Locarno.

## Verhaal
Camila, een jonge Argentijnse theaterregisseuse, reist van Buenos Aires naar New York om te werken aan de Spaanse vertaling van Shakespeare’s toneelstuk A Midsummer Night’s Dream. Kort na haar aankomst krijgt ze mysterieuze postkaarten toegezonden die haar zowel naar haar verleden als naar haar toekomst brengen.

## Rolverdeling
| Acteur                    | Personage |
| ------------------------- | --------- |
| Augustina Muñoz           | Camila    |
| María Villar              | Carmen    |
| Mati Diop                 | Danièle   |
| Keith Poulson             | Lukas     |
| Julián Larquier Tellarini | Leo       |